# Stagonopleura
Stagonopleura – rodzaj ptaków z podrodziny mniszek (Lonchurinae) w rodzinie astryldowatych (Estrildidae).

## Występowanie
Rodzaj obejmuje gatunki występujące w Australii i na Tasmanii.

## Morfologia
Długość ciała 11–12 cm; masa ciała 11–22,7 g.

## Systematyka

### Etymologia
Stagonopleura: gr. σταγων stagōn, σταγονος stagonos „plamka”; πλευρα pleura „bok”.

### Podział systematyczny
Do rodzaju należą następujące gatunki:
- Stagonopleura guttata (Shaw, 1796) – kraśniczek diamentowy
- Stagonopleura bella (Latham, 1801) – kraśniczek falisty
- Stagonopleura oculata (Quoy & Gaimard, 1830) – kraśniczek czerwonouchy